# Số từ
Trong ngôn ngữ học, số từ là những từ loại dùng để chỉ số lượng và thứ tự của sự vật nào đó. Chẳng hạn như trong câu "có ba quyển sách trên bàn", thì từ ba là số từ.

## Từ nguyên
Chữ Hán 數詞.

## Phân loại
Số từ thường được chia thành hai loại chính:
- Số từ chỉ số lượng của sự vật: Số từ chỉ số lượng của sự vật thường đứng trước danh từ. Ví dụ: ba cái bàn, năm cái bút,...
- Số từ chỉ thứ tự của sự vật: Số từ chỉ thứ tự của sự vật thường đứng sau danh từ. Ví dụ: ngày thứ nhất, đời vua Hùng Vương thứ sáu,...